# ناغ‌داغی
ناغ‌داغی (ترکی آذربایجانی: Nağdağı) یک منطقهٔ مسکونی در جمهوری آرتساخ است که در استان کاشاتاق واقع شده‌است.